# Гдув (гмина)
Гдув (пол. Gdów) — сельская гмина (волость) в Польше, входит как административная единица в Величский повет, Малопольское воеводство. Население — 16 000 человек (на 2004 год).

## Сельские округа
1. Бильчице
2. Цихава
3. Чижув
4. Фалковице
5. Гдув
6. Хуциско
7. Ярошувка
8. Кленчана
9. Кракушовице
10. Ксёнжнице
11. Кунице
12. Липляс
13. Маршовице
14. Неговид
15. Невярув
16. Незнановице
17. Нижова
18. Пежхув
19. Подоляны
20. Стрышова
21. Щытники
22. Свёнтники-Дольне
23. Вятовице
24. Венец
25. Виняры
26. Загужаны
27. Залесяны
28. Зборчице
29. Зренчице